# Schlüter (cráter)
Schlüter es un cráter de impacto que se encuentra cerca del terminador occidental de la cara visible de la Luna. Se sitúa en el lado noroeste de los Montes Cordillera, el sistema montañoso que rodea el Mare Orientale. Casi unido al borde oriental aparece el cráter Hartwig, muy dañado.
|  |

El cráter tiene un borde exterior irregular que es aproximadamente circular, con pequeñas protuberancias hacia el norte y el sureste. La primera sección muestra sectores desplomados en la pared interior. El borde sur contiene un pequeño cráter doble que se extiende a través de la pared interior. El brocal no aparece  significativamente erosionado, y contiene un sistema de acúmulos aterrazados en los lados internos.
El suelo interior presenta una zona curva de material de bajo albedo en la pared interior del sector norte, que casi iguala la sombra oscura del Lacus Autumni al sur de los Montes Cordillera. El resto del suelo tiene el mismo albedo que el terreno circundante. En el punto medio del suelo se localiza un pico central, que consiste en una cresta alargada con la dimensión más larga alineada en dirección norte. Una delgada grieta aparece cerca de la pared interior del noroeste.

## Cráteres satélite

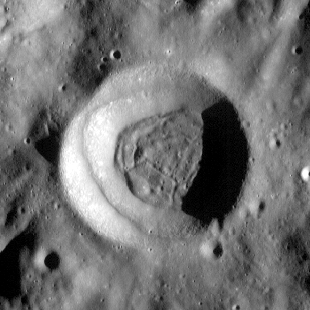
Cráter satélite Schlüter X (imagen LRO)

Por convención estos elementos son identificados en los mapas lunares poniendo la letra en el lado del punto medio del cráter que está más cerca de Schlüter.
|          | \| Schlüter \| Coordenadas \| Diámetro \| \| -------- \| ---------------------------- \| -------- \| \| A \| 9°12′S 82°24′O / -9.2, -82.4 \| 37 km \| \| P \| 0°06′N 85°06′O / 0.1, -85.1 \| 20 km \| \| S \| 7°54′S 89°54′O / -7.9, -89.9 \| 13 km \| \| U \| 5°00′S 89°54′O / -5.0, -89.9 \| 10 km \| \| V \| 4°24′S 86°48′O / -4.4, -86.8 \| 12 km \| \| X \| 1°12′N 88°12′O / 1.2, -88.2 \| 13 km \| \| Z \| 2°48′S 83°42′O / -2.8, -83.7 \| 11 km \| |          |
| Schlüter | Coordenadas | Diámetro |
| A        | 9°12′S 82°24′O / -9.2, -82.4 | 37 km    |
| P        | 0°06′N 85°06′O / 0.1, -85.1 | 20 km    |
| S        | 7°54′S 89°54′O / -7.9, -89.9 | 13 km    |
| U        | 5°00′S 89°54′O / -5.0, -89.9 | 10 km    |
| V        | 4°24′S 86°48′O / -4.4, -86.8 | 12 km    |
| X        | 1°12′N 88°12′O / 1.2, -88.2 | 13 km    |
| Z        | 2°48′S 83°42′O / -2.8, -83.7 | 11 km    |